# Daichi Kamada
Daichi Kamada (鎌田 大地 Kamada Daichi?), född 5 augusti 1996 i Iyo, är en japansk fotbollsspelare som spelar för Crystal Palace. Han har även spelat för det japanska landslaget.

## Klubbkarriär
Den 28 november 2019 gjorde Kamada två mål i en match mot Arsenal som resulterade sig i att Frankfurt vann med 2-1. Denna förlust bidrog till att Arsenals manager Unai Emery fick lämna sitt uppdrag.
Den 1 juli 2024 värvades Kamada av Crystal Palace, där han skrev på ett tvåårskontrakt.

## Landslagskarriär
I november 2022 blev Kamada uttagen i Japans trupp till VM 2022.